# Беспорядки в кафе Комптона

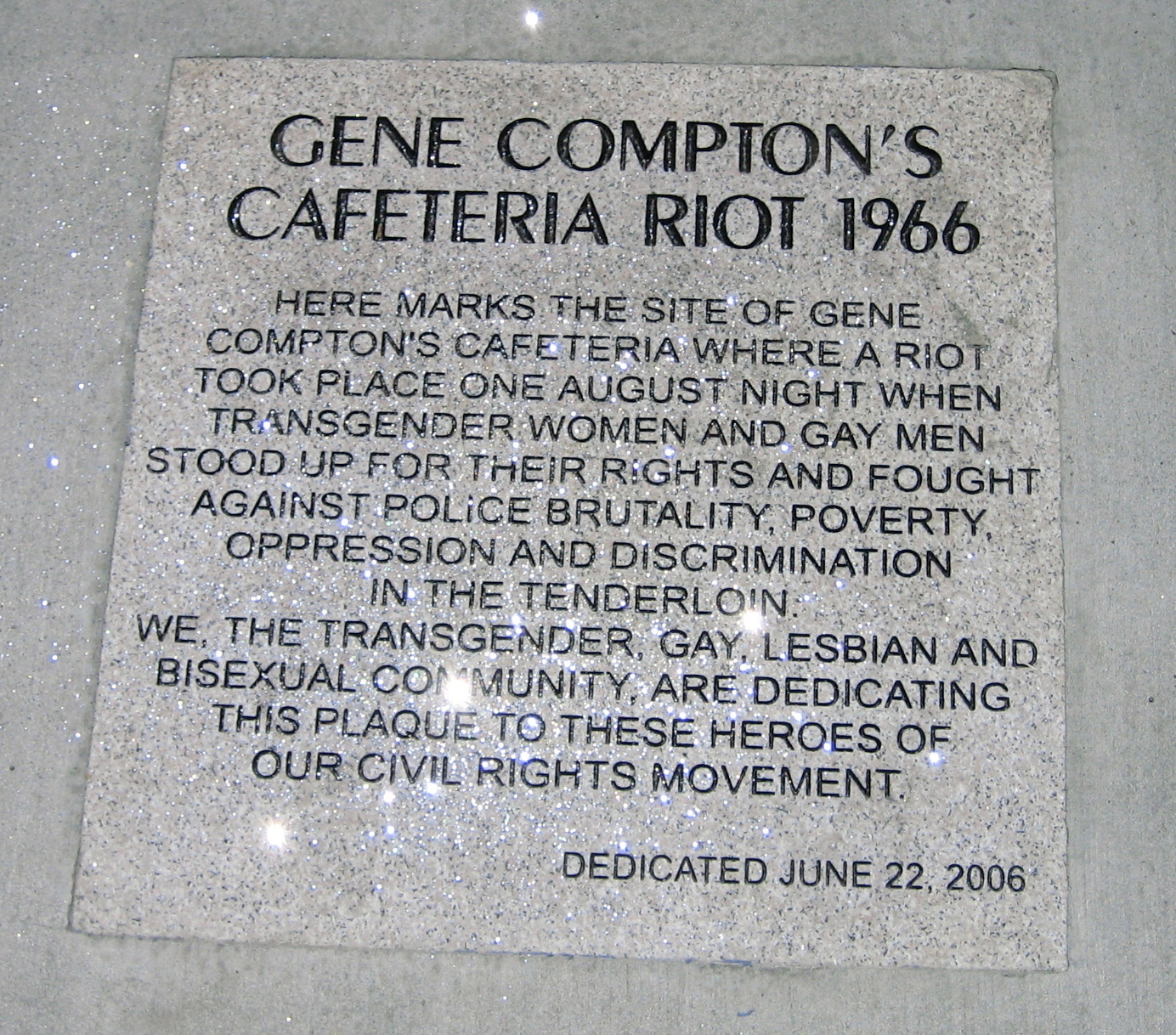
Мемориальная доска на месте беспорядков в «Кафе Камптона»

Беспорядки в кафе Комптона (англ. Compton's Cafeteria Riot) — инцидент, произошедший в августе 1966 года в районе Тендерлойн, Сан-Франциско. Это был один из первых в истории Соединенных Штатов зарегистрированных случаев беспорядков с участием трансгендерных людей. Случай в кафе Комптона предшествовал волне беспорядков, приведших к Стоунволлским бунтам в июне 1969 года в Нью-Йорке.

## История

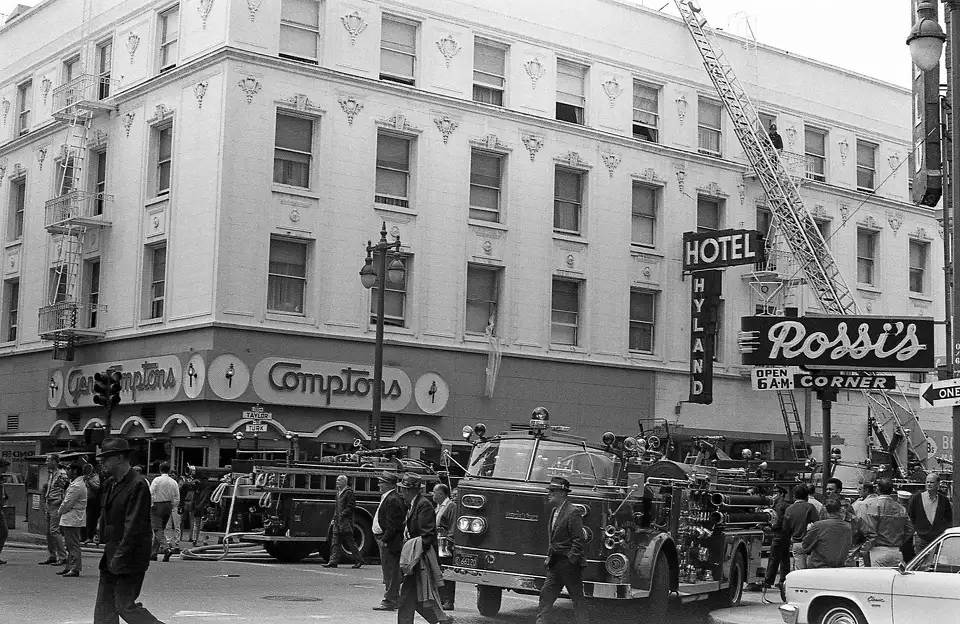
Кафе Комптона в 1970 году

«Кафе Комптона» входило в сеть столовых, принадлежавших Джину Комптону и функционировавших в Сан-Франциско в период с 1940-х по 1970-е годы. «Кафе Комптона» в районе Тендерлойн располагалось в доме номер 101 на пересечении Тэйлор-стрит и Турк-стрит. Кафе было одним из немногих мест в городе, где трансгендерные люди могли открыто собираться, поскольку из гей-баров их выгоняли полицейские рейды. Кроме того, поскольку кросс-дрессеры были вне закона, полиция могла использовать присутствие трансгендерных людей в баре в качестве предлога для облавы и закрытия бара.

## Причины
Все началось с того, что управляющему кафе показалось, что посетительницы вели себя слишком грубо, и он вызвал полицию. Когда в кафе приехал офицер полиции, один из посетителей решил помочь ему в аресте одной из трансгендерных людей, за что получил порцией кофе в лицо. В этот момент в кафе начались беспорядки, в посетителей и работников заведения полетела посуда, стулья и даже столы, а зеркальные витрины были разбиты. Полицейский вызвал подкрепление, когда бунт перекинулся на улицу, где стояла полицейская машина. Участницы беспорядков разбили в ней все окна, а также подожгли стоявший рядом на тротуаре газетный киоск. В итоге участников беспорядков арестовали, а хозяин кафе запретил трансгендерным людям пересекать порог его заведений.
На следующую ночь друзья арестованных трансгендерных людей организовали около кафе пикет. К ним присоединились воинственно настроенные хастлеры, члены молодежной гей-организации Vanguard, а также группа лесбиянок из организации Street Orphans. Пикет закончился массовым погромом, кафе было практически «стерто с лица земли». 

## Последствия
Беспорядки в кафе Комптона стали поворотным событием в истории ЛГБТ-движения. После этого случая по всей стране стали создавать сеть организаций по оказанию социальных, психологических и медицинских услуг трансгендерным людям. А в 1968 году была создана «Национальная группа консультирования транссексуальных людей» — первая подобная организация в мире.